# Chomérac
Chomérac – miejscowość i gmina we Francji, w regionie Owernia-Rodan-Alpy, w departamencie Ardèche.
Według danych na rok 1990 gminę zamieszkiwało 2306 osób, a gęstość zaludnienia wynosiła 122 osób/km² (wśród 2880 gmin regionu Rodan-Alpy Chomérac plasuje się na 384. miejscu pod względem liczby ludności, natomiast pod względem powierzchni na miejscu 551.).